# Кабријер д'Авињон
Кабријер д'Авињон (фр. Cabrières-d'Avignon) насеље је и општина у Француској у региону Прованса-Алпи-Азурна обала, у департману Воклиз која припада префектури Авињон.
По подацима из 2006. године у општини је живело 1705 становника, а густина насељености је износила 116 становника/km². Општина се простире на површини од 14,68 km². Налази се на средњој надморској висини од 190 метара (максималној 626 m, а минималној 105 m).

## Демографија
| 1962. | 1968. | 1975. | 1982. | 1990. | 1999. | 2011. |
| ----- | ----- | ----- | ----- | ----- | ----- | ----- |
| 671   | 709   | 780   | 1.004 | 1.142 | 1.422 | 1.772 |

График промене броја становника у току последњих година